# パンパラート
パンパラート（伊: Pamparato）は、イタリア共和国ピエモンテ州クーネオ県にある、人口約300人の基礎自治体（コムーネ）。

## 地理

### 位置・広がり
| 隣接するコムーネは以下の通り。 - ガレッシオ - モナステローロ・カゾット - ロブレント - トッレ・モンドヴィ - ヴィオーラ |

#### 地震分類
イタリアの地震リスク階級 (it) では、3 に分類される。